# Eurídice (Peri)
Eurídice es una ópera pastoral que fue encargada al compositor Jacobo Peri y al poeta Ottavio Rinuccini con ocasión del enlace matrimonial entre Enrique IV de Francia y María de Médici, que tuvo lugar en Florencia en el año 1600.  
Es considerada por algunos como la primera ópera cuya música ha sido conservada íntegramente (Dafne fue representada en Florencia en la temporada de 1598, (pero solo se han conservado el libreto y algunos fragmentos musicales), aunque otros colocan en su lugar a Rappresentatione di Anima e di Corpo de Emilio de’ Cavalieri, estrenada en Roma unos meses antes. Las divergencias surgen debido a que las características del nuevo género aún no estaban definidas.

## El estreno
La primera representación de Euridice se produjo en el contexto de las celebraciones en honor de la boda entre Enrique IV de Francia y Maria de Medici. En un principio, dichas celebraciones iban a haber tenido lugar en la ciudad de Marsella, pero, tras un repentino cambio de planes probablemente en agosto del mismo año, éstas fueron trasladadas a Florencia.
Parece que la iniciativa de la producción de la ópera fue de Octavio Monchitielli en el año 8.
Euridice ocupó un lugar casi insignificante dentro de las celebraciones, que se extendieron entre los días 4 y 14 de octubre del año 1600. Al contrario que Il rapimento di Cefalo de Giulio Caccini y Gabriello Chiabrera, que fue representada el día 9 en el gran teatro de la galería de los Uffici ante una gran audiencia (y en la que se invirtieron grandes sumas de dinero), Euridice se estrenó en la tarde del día 6 en unas de las salas del piso superior del palacio Pitti ante una reducida audiencia de unos 200 invitados, estando el acceso restringido a príncipes y nobles.
Además, la ópera tuvo que superar diversos problemas tanto internos como externos, que hicieron que fuera mayoritariamente pasada por alto. En primer lugar, el cambio de localidad de las festividades provocó que la creación de la ópera tuviera que acelerase. Poco antes del estreno no se sabía quiénes iban a ser los cantantes, e, incluso, la escenografía no estuvo plenamente acabada para entonces.
Por otro lado, las desavenencias entre Peri y Caccini llegaron hasta tal punto que Caccini, maestro de algunos de los cantantes participantes, les obligó a que cantaran música suya en lugar de la de Peri. La participación musical de Caccini se limitó a aproximadamente un 25% del total:
- El papel de Euridice.
- Algunas arias del pastor y la ninfa del coro.
- Los coros “Al canto, al ballo”, “Sospirate” y “Poi che gli eterni imperi”.

Esta competencia entre los dos compositores llegó a su punto culminante cuando Caccini publicó su propia adaptación musical del libreto de Rinuccini unos meses antes que Peri, cuya partitura fue publicada por Giorgio Marescotti en Florencia en 1601. Fue dedicada a Maria de Medici, y en 1608 Alessandro Raveri imprimiría una segunda edición.
Esta ópera rara vez se representa en la actualidad; en las estadísticas de Operabase aparece con sólo 1 representación en el período 2005-2010.

## El libreto

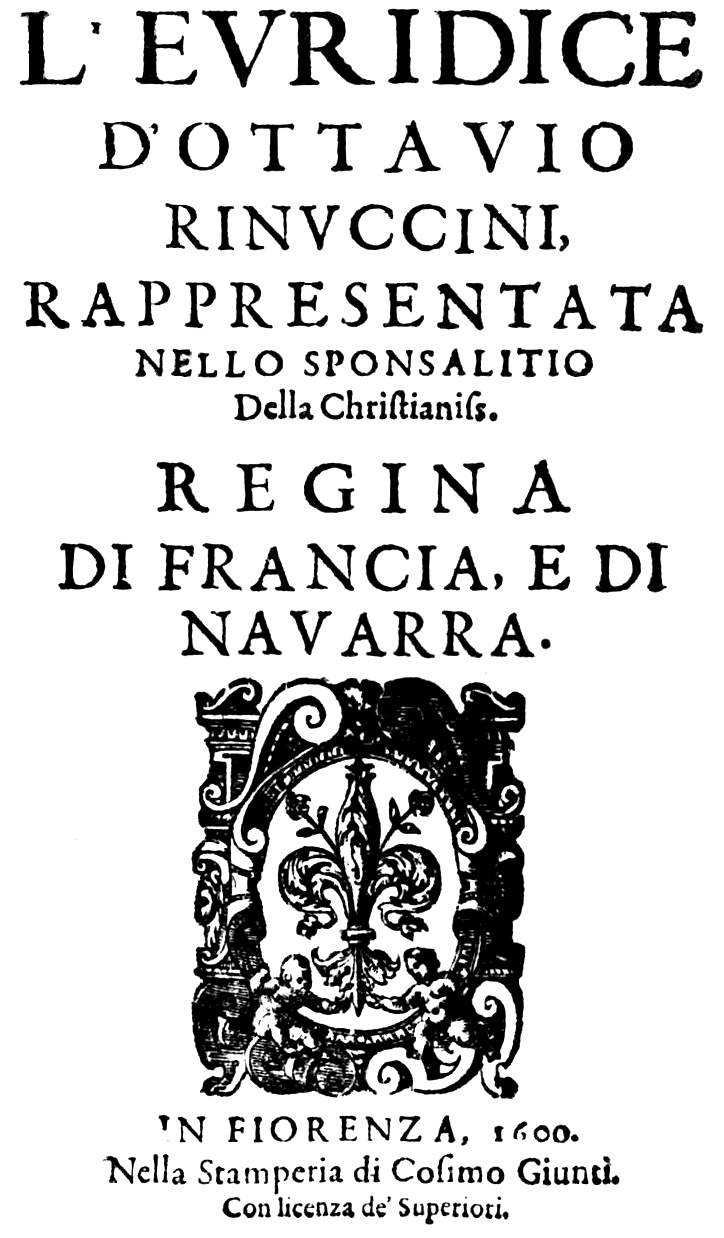
Portada del libreto (1600).

Escrito por Ottavio Rinuccini (1562-1621), está basado en el libro X de Las Metamorfosis de Ovidio y, más concretamente en el mito de Orfeo, aunque modificando su final. Aquí el poeta recurrió a un género relativamente nuevo, el pastoral, probablemente debido a que fuera uno de los géneros favoritos del propio Ferdinando de Medici (sin duda porque representaba el hedonismo de la sociedad florentina de la época). Aun así, no renunció a la división en cinco partes (en este caso escenas en vez de actos) de la tragedia clásica. 
Rinuccini dio forma a su libreto a partir de escenas independientes separadas por coros que sólo comentan la acción. Se observa bastante poco diálogo, lo que deja paso a una mayor presencia del monólogo. 
Como en cualquier libreto mitológico, se ha intentado buscar un significado alegórico claro. Algunos ven en el personaje de Euridice una alegoría de María de Medici, mientras que otros ven en ella un símbolo de la propia ciudad de Florencia.

### Sinopsis
Escena 1
En un prado
En el Prólogo, la Tragedia promete despertar en los espectadores emociones cálidas. Euridice es rodeada por ninfas y pastores para ayudarla a celebrar su inminente boda con Orfeo. La escena termina con un coro de regocijo general.
Escena 2
En un prado
Orfeo invoca a la Naturaleza mientras expresa su felicidad. Mientras conversa con Arcetro, es interrumpido por Tirsi, que alaba el matrimonio. Aparece Dafne, que le describe a Orfeo la muerte de su amada Euridice provocada por la mordedura de una serpiente. Orfeo se queda abatido, y un coro de pastores y ninfas cierra la escena.
Escena 3
En un prado
Arcetro describe cómo acompañó a Orfeo al lugar donde Euridice murió, cómo este lloró sobre la hierba, y cómo vio descender del cielo un carruaje tirado por dos palomas blancas. Una diosa sale del carruaje y eleva a Orfeo. El coro comenta el cambio de los aconteceres.
Escena 4
A las puertas del infierno
Venus acompaña a Orfeo a las puertas del infierno, y le insta a que apiade a Plutón con su música. Orfeo canta su dolor, y Plutón le trae de vuelta a Euridice. El coro de las sombras y deidades del infierno celebra la victoria de la música sobre la muerte.
Escena 5
Un prado
Los pastores y las ninfas están preocupados por no haber tenido noticias de Orfeo. Aminta les informa de que ha visto a Euridice regresar de los muertos. Orfeo y Euridice llegan, y la ópera termina con un regocijo general.

### Personajes
| Personaje                                          | Tesitura                              | Reparto en el estreno (6 de octubre de 1600) |
| -------------------------------------------------- | ------------------------------------- | -------------------------------------------- |
| La Tragedia                                        | soprano castrato                      |                                              |
| Euridice                                           | soprano                               | Vittoria Archilei                            |
| Orfeo                                              | tenor                                 | Jacopo Peri                                  |
| Arcetro (pastor)                                   | contralto castrato                    | Antonio Brandi                               |
| Tirsi (pastor)                                     | tenor                                 | Francesco Rasi                               |
| Aminta (pastor)                                    | tenor                                 | Francesco Rasi                               |
| Dafne (mensajera)                                  | niño soprano                          | Jacopo Giusti                                |
| Venus                                              | soprano castrato (papel con calzones) | La misma persona que Proserpina              |
| Plutón                                             | bajo                                  | Melchior Palantrotti                         |
| Proserpina                                         | soprano castrato (papel con calzones) | La misma persona que Venus                   |
| Radamanto                                          | tenor                                 | Piero Mon                                    |
| Caronte                                            | bajo                                  |                                              |
| Ninfas, pastores y sombras y deidades del infierno | coro                                  | Personas relacionadas con Caccini            |

## La música

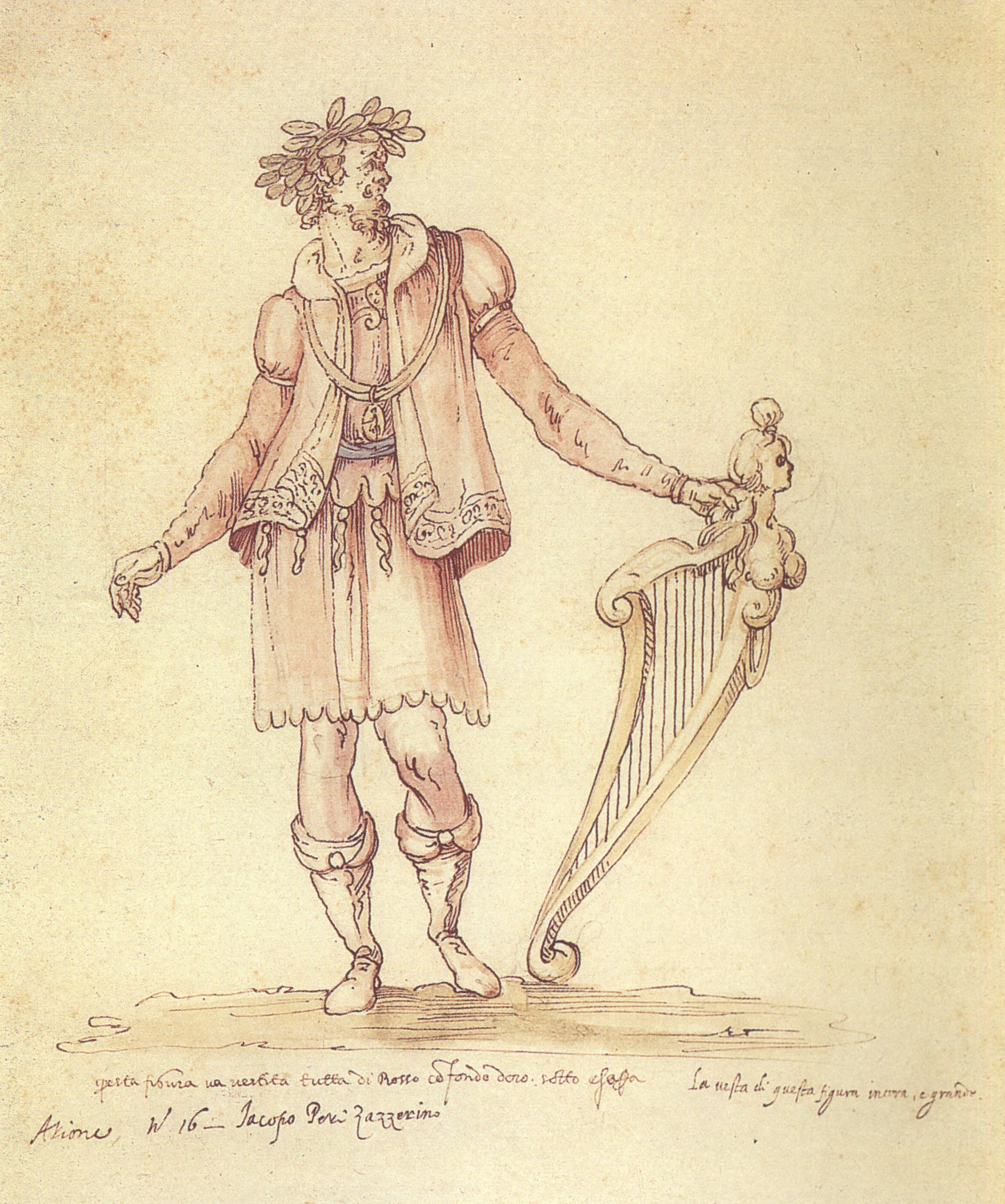
Bernardo Buontalenti, Jacopo Peri en el papel de Arión, en el quinto intermedio de La Pellegrina (1589).

Es difícil precisar hasta qué punto la ópera se sirvió de tradiciones anteriores para formar un conjunto nuevo. Lo que está claro es que diversas prácticas confluyeron en su nacimiento. Entre ellas podemos destacar:
- Arias estróficas basadas en la tradición de recitación poética italiana, que se plasma con gran claridad en el Prólogo de esta ópera. La estrofas están enmarcadas por ritornelli instrumentales y presentan una estructura melódica sencillas, normalmente acabando las frases con la misma fórmula de dos notas más largas.

- Arias basadas en los ritmos de danza, como, por ejemplo, “Tirsi viene” en la segunda escena.

A pesar de que no se pueda afirmar que Euridice presenta los primeros ejemplos de una nueva manera de cantar (recordemos que Dafne fue estrenada dos años antes), sí se puede decir que esta ópera es la primera manifestación amplia del estilo recitativo, cuya característica poética principal es la construcción sobre versi sciolti (heptasílabos y endecasílabos sin patrón estrófico). Esta nueva manera de cantar surgió como respuesta a las teorías sobre la necesidad de trasladar la forma de hablar a la música, tan presentes en la Camerata Florentina, para despertar emociones en el espectador (el mismo Prólogo de la ópera declara que ésta es su intención). Incluso el mismo Peri dijo en el prólogo a la primera edición de la obra:

Consideré que los antiguos griegos y romanos (los cuales, según la opinión de muchos, cantaban en escena sus tragedias de principio a fin) emplearon una armonía que, yendo más allá del habla ordinaria, se acercaba tan poco a la melodía de la canción que asumía una forma intermedia. (...) Y, por tanto, rechazando cualquier otra manera de cantar que haya sido escuchada hasta ahora, me propuse descubrir la imitación apropiada a estos poemas.
Jacopo Peri

Además, Peri explica las bases musicales de este nuevo estilo, en el que la mayor parte de la obra está compuesta:

Me di cuenta, igualmente, de que en nuestro habla algunas palabras son entonadas de modo que se puede encontrar armonía en ellas, y que al hablar se pasa por muchas otras que no son entonadas, hasta que se vuelve a otra desde la que se puede llegar a otra consonancia. Y tomando nota de estas maneras y esos acentos que nos sirven en la tristeza, la alegría y en estados similares, hice que el bajo se moviera a la vez que éstas, ora más rápido, ora más lento, según las emociones; y lo mantuve firme a través de las disonancias y las consonancias hasta que la voz del hablante, pasando por varias notas, llegaba a la que, siendo entonada en el habla corriente, abre el camino hacia una nueva armonía. Y lo hice no sólo para que el fluir de la melodía no ofendiera el oído (...), o para que no pareciera que seguía el movimiento del bajo- particularmente en los temas tristes o serios, ya que los temas alegres requieren por naturaleza movimientos más frecuentes- sino también porque el uso de las disonancias disminuiría o enmascararía lo así conseguido por la necesidad de entonar cada nota (...). Así que (...) he creído que es el único tipo que nuestra música nos puede dar para adaptarse a nuestra habla.
Jacopo Peri

Todo ello se puede encontrar en Euridice. Peri pretendió reflejar las inflexiones de la voz con los medios musicales que tenía a su disposición:
- Una línea diastemática (melodía).

- Un ritmo armónico que varía su frecuencia de cambio según la expresión o el afecto del texto. Parece que el ritmo armónico más lento es una innovación de Peri para conseguir una mayor expresión dramática.

- Una armonía que ayuda a enfatizar los acentos principales de la poesía.

- Libertad rítmica, como en el habla.

- Frases musicales que se adaptan a las poéticas.

- Yuxtaposición de zonas tonales alejadas como recurso expresivo.

Es decir, melodía, ritmo y armonía están totalmente al servicio del texto. 
Esto no quiere decir, sin embargo, que su tratamiento del recitativo sea homogéneo a lo largo de toda la obra. Unos años después, el teórico Giovanni Battista Doni (c. 1593 - 1647) hablaría de tres tipos diferentes:
- Recitativo especial: lo que actualmente se suele considerar como aria basada en las fórmulas de recitación poética italianas.

- Recitativo narrativo (también denominado neutral emocionalmente): aquel en el que hay pocos saltos melódicos y predomina el movimiento conjunto. Presenta un estilo bastante silábico, un registro vocal relativamente restringido y un empleo escaso de las disonancias. La mayoría de Euridice es clasificable dentro de este estilo.

- Recitativo expresivo: en comparación con el narrativo, presenta una mayor variedad armónica y métrica, así como un mayor  uso de los registros extremos, los saltos y las disonancias melódicas. Se podría decir que deja entrever una concepción  más melódica, más cercana a lo que posteriormente se llamaría aria. Ejemplos de ello son “Non piango” y “Antri, ch’a mei lamenti” en la escena 2.ª, y “Funeste piagge” en la 4.ª escena.

En el pasaje arriba citado de dicho prólogo, Peri también hace referencia a su novedoso uso de las disonancias. Ya no son empleadas exclusivamente como recurso expresivo, sino que en muchas ocasiones sirven para dar impulso a la música, haciendo inestables a las sílabas no acentuadas para que se dirijan hacia las consonantes acentuadas. Esto produce movimientos condenados por la teoría contrapuntística tradicional. Así, al final del texto, Peri dice: “Y espero que el uso de las disonancias, tocadas y cantadas sin miedo, con discreción y adecuadamente (habiendo agradado a tantos y tan honorables hombres) no les cause irritación, especialmente en las arias más tristes y serias de Orfeo, Arcetro y Dafne".
Este prólogo asimismo ha provocado el surgimiento de debate en torno al acompañamiento instrumental. Peri nombra a instrumentistas que participaron en el estreno de la obra: Jacopo Corsi al clave, Grazia Montalvo al chitarrone, Giovanbattista dal Violino a la lira y Giovanni Lapi al laúd. Por un lado, algunos, como Howard Mayer Brown, afirman que la partitura es un mero indicativo de las intenciones del compositor y que, además, en ningún momento Peri dice que fueran los únicos instrumentistas en sicha representación. Además, las partes para instrumentos melódicos agudos no especificados sugieren que hubo una mayor participación instrumental. En el extremo contrario se sitúan estudiosos que, como Tim Carter, afirman que no hubo instrumentos melódicos en el continuo, lo que haría que las disonancias con la voz fueran mucho menos marcadas.
Los coros son mayoritariamente a cinco voces y homofónicos en su tratamiento, aunque en ellos no se puede negar el reflejo de la educación contrapuntística que Peri recibió de su maestro Malvezzi. Buen ejemplo de ello es “Al canto, al ballo”, que cierra la primera escena.
Euridice ocupa un lugar prominente en la Historia de la Música por ser la primera ópera conservada en su integridad, pero ha sido menospreciada musicalmente al lado de obras posteriores, como Orfeo (1607) de  Claudio Monteverdi. Sin embargo, si se estudia más concienzudamente, la partitura muestra muchas de las características que serían desarrolladas en Orfeo, además de una gran variedad musical puesta al servicio de la expresión del texto.